# 1917年の宝塚歌劇公演一覧
本項目では、1917年の宝塚歌劇公演一覧（1917ねんのたからづかかげきこうえんいちらん）について示す。

## 一覧
（）内は、作者または演出者名。下記の他、日曜日・祝日など随時公演。

### 宝塚公演

#### 正月公演
- 1月1日 - 1月10日　パラダイス劇場
  - 『笑の國』（久松一聲）
  - 『歌かるた』（橋詰せみ郎）

#### 春季公演
- 3月20日 - 5月20日　パラダイス劇場
  - 『花爭』（小野晴通）
  - 『アンドロクレスと獅子』（村岡貞一）
  - 『爲朝』（久松一聲）
  - 『藤あやめ』（久松一聲）
  - 『案山子』（小林一三）

#### 夏季公演
- 7月20日 - 8月31日　パラダイス劇場
  - 『桃色鸚鵡』（小林一三）
  - 『大江山』（小林一三）
  - 『女曾我』（久松一聲）
  - 『リザール博士』（小林一三）
  - 『夜の巷』（小林一三）

#### 秋季公演
- 10月20日 - 11月30日　パラダイス劇場
  - 『コサック出陣』（獏與太平）
  - 『下界』（久松一聲）
  - 『ゴザムの市民』（加藤邦）
  - 『屋島物語』（楳茂都陸平）

### 宝塚以外の公演
- 12月22日・23日　大阪・浪花座
  - 『大江山』（小林一三）
  - 『桃色鸚鵡』（小林一三）
  - 『歌かるた』（橋詰せみ郎）
  - 『コサック出陣』
  - 『爲朝』（久松一聲）
  - 『ゴザムの市民』（加藤邦）
- 12月25日　神戸・聚楽館